# Rivula subpunctata
Rivula subpunctata är en fjärilsart som beskrevs av Walker 1864. Rivula subpunctata ingår i släktet Rivula och familjen nattflyn. Inga underarter finns listade.